# جامعة لاتفيا

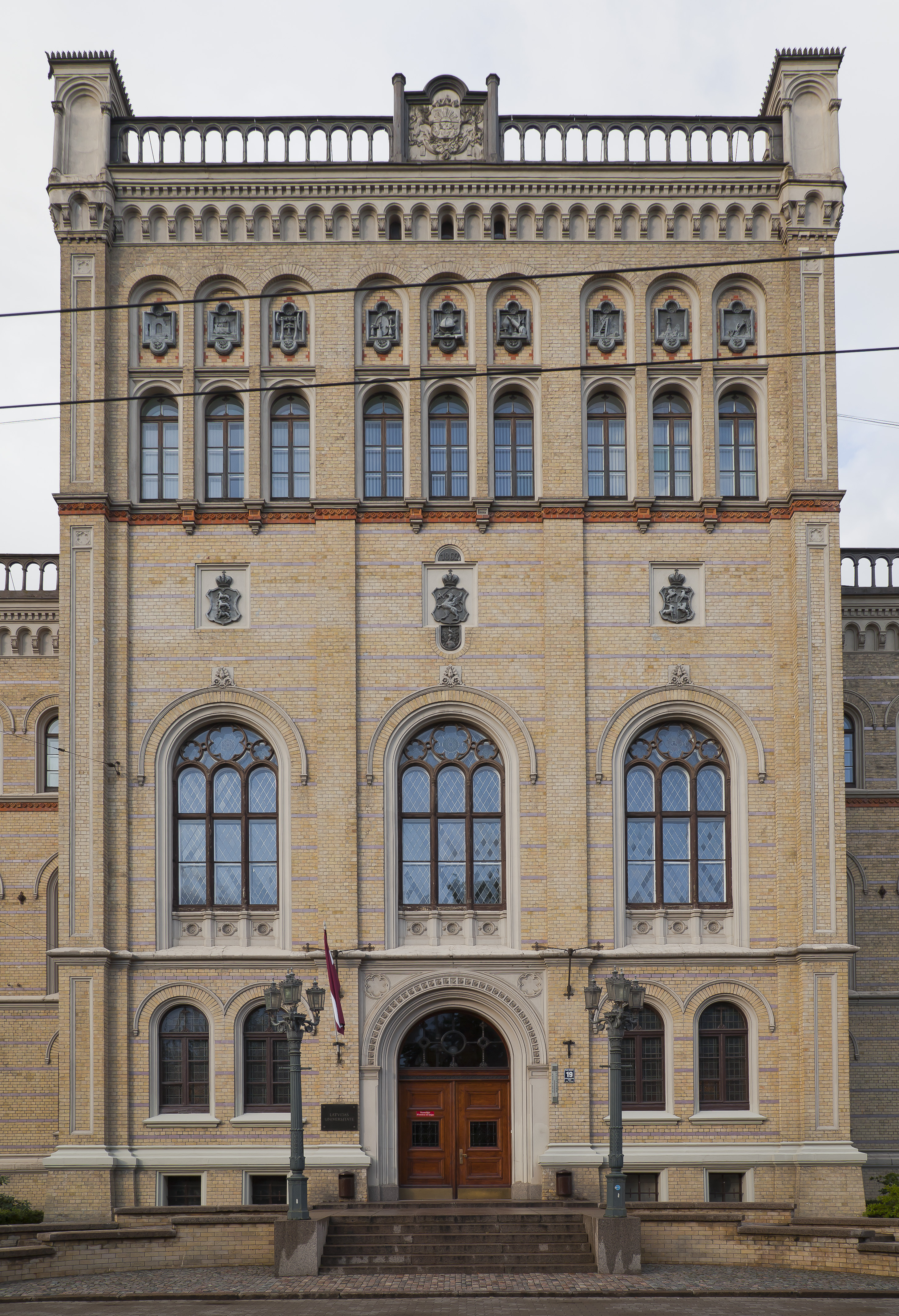
المدخل الرئيسي في شارع راينيس.

جامعة لاتفيا (LU) (باللاتفية: Latvijas Universitāte)‏ هي جامعة تقع في ريغا، عاصمة لاتفيا. تأسست الجامعة في عام 1919 وتتم إدارتها من طرف الدولة.
احتلت الجامعة المرتبة 801-1000 في العالم في عام 2019، وتعد أعلى مرتبة لها هي 651 إلى 700 في عام 2017. جاءت الجامعة كذلك في المرتبة السابعة بين جامعات دول البلطيق بعد كل من جامعة تارتو، وجامعة فيلنيوس، وجامعة فيلنيوس جيديميناس التقنية، جامعة تالين للتكنولوجيا، جامعة كاوناس للتكنولوجيا وجامعة ريغا التقنية ، والخامسة والخمسين في تصنيف أوروبا الناشئة وآسيا الوسطى.

## الدراسة
تمكن جامعة لاتفيا من متابعة الدراسة في مستويات الدراسة الجامعية والدراسات العليا والدكتوراه. في أكتوبر 2014 التحق أكثر من 14,000 طالب بالجامعة، بما في ذلك طلاب الدكتوراه وطلاب برامج تبادل الطلاب، وذلك في برامج دراسية مختلفة. ما يقرب من ثلث الطلبة كانوا يدرسون في شعب متعلقة بالأعمال والاقتصاد.

## التنظيم
تتكون الجامعة من 13 كلية :
- كلية الأحياء

- قسم فسيولوجيا النبات.
- قسم النبات وعلم البيئة.
- قسم فسيولوجيا الإنسان والحيوان.
- قسم علم الأحياء المائية.

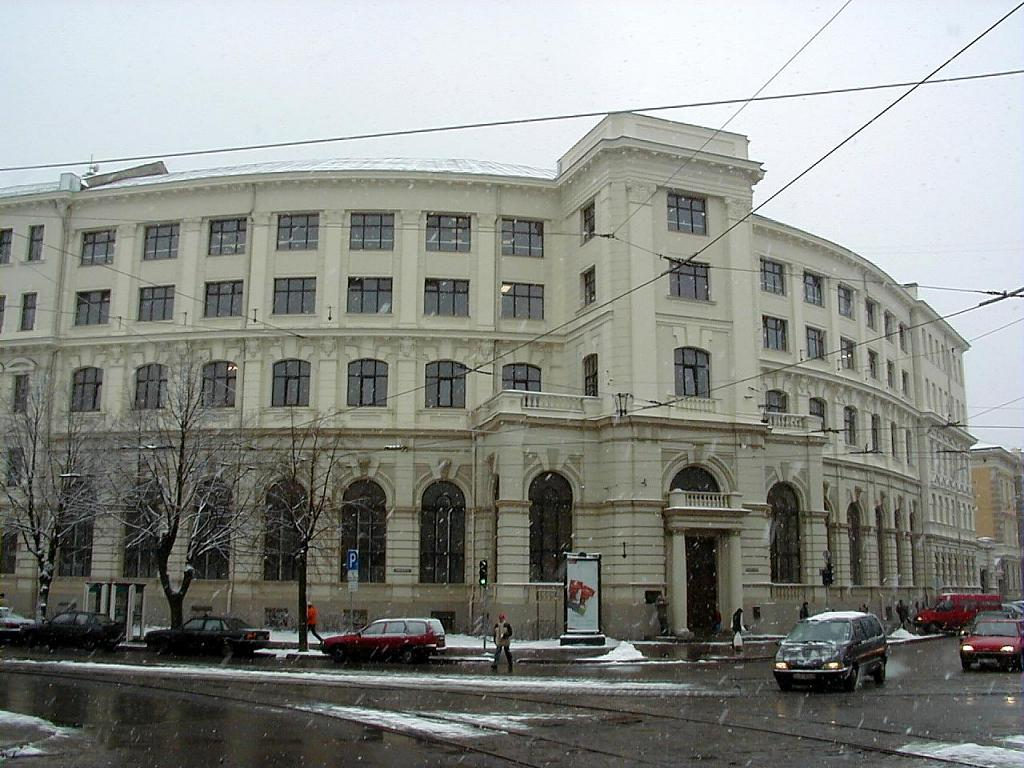
كلية الأعمال والاقتصاد والإدارة

- قسم الأحياء الدقيقة والتكنولوجيا الحيوية.
- قسم البيولوجيا الجزيئية.
- قسم علم الحيوان وعلم البيئة الحيوانية.

- كلية الكيمياء :

- قسم الكيمياء غير العضوية.
- قسم الكيمياء التحليلية.
- قسم الكيمياء العضوية.
- قسم الكيمياء الفيزيائية.
- مركز كيمياء الأغذية.
- مركز الكيمياء التعليمية.

- كلية الفيزياء والرياضيات والبصريات

- قسم البصريات وعلوم الرؤية.
- قسم الرياضيات.
- قسم الفيزياء.
- مركز الليزر بجامعة لاتفيا.
- مدرسة الرياضيات خارج الأرض في أ. ليبا.

- كلية الأعمال والاقتصاد والإدارة

- قسم الدراسات متعددة التخصصات في الاقتصاد العالمي.
- قسم الاقتصاد.
- قسم المالية والمحاسبة.
- قسم العلوم الإدارية.

- كلية التربية وعلم النفس والفنون

- قسم علوم التربية.
- قسم التربية.
- قسم علم النفس.
- قسم تدريب المعلمين.
- مركز الرياضة.
- مركز التربية التربوية للبالغين.

- كلية الجغرافيا وعلوم الأرض

- قسم الجغرافيا.
- قسم الجيولوجيا.
- قسم العلوم البيئية.

- كلية التاريخ والفلسفة

- قسم التاريخ والآثار.
- قسم الفلسفة والأخلاق.

- كلية الحقوق

- مركز التعليم القانوني المستمر والتطوير المهني.
- القانون المدني.
- القانون الدستوري.
- القانون الجنائي.
- القانون الدولي والأوروبي.
- النظرية القانونية والتاريخ.
- العيادة القانونية لكلية الحقوق.

- كلية الطب

- مركز الإدارة الصحية والمعلوماتية.
- قسم التشريح والأنسجة.
- مركز الجراحة التجريبية.
- قسم الصيدلة.
- قسم الطب الباطني.
- قسم الكيمياء الحيوية الطبية.
- قسم التربية الطبية والأخلاق والتاريخ.
- قسم الأورام.
- قسم الجراحة.
- قسم علم الأمراض.
- قسم طب الأطفال
- مركز طب الأطفال الاجتماعي.

- كلية العلوم الإنسانية

- قسم الدراسات الآسيوية.
- قسم اللغويات المتناقضة والترجمة التحريرية والشفهية.
- قسم الدراسات اللغوية الكلاسيكية والأنثروبولوجيا.
- قسم الدراسات الإنجليزية.
- قسم الدراسات الجرمانية.
- قسم الدراسات اللاتفية والبلطيقية.
- قسم الدراسات الرومانسية.
- قسم الدراسات الروسية والسلافية.

- كلية العلوم الاجتماعية

- قسم المعلومات ودراسات المكتبات.
- قسم دراسات الاتصالات.
- قسم العلوم السياسية.
- قسم علم الاجتماع.
- مركز العلوم المعرفية وعلم الدلالة.

- كلية اللاهوت

- قسم اللاهوت النظامي والعملي.
- قسم تاريخ الكنيسة وتاريخ الأديان.
- قسم لاهوت الكتاب المقدس.

- كلية الحاسبات

- علوم الحاسوب.
- البرمجة.
- الأسس الرياضية لعلوم الحاسوب.
- تعلم المعلوماتية مدى الحياة.
- المختبر المنهجي لدراسات علوم الحاسوب.
- مختبر منهجي لدراسات الحوسبة - مركز لينكس.

بالإضافة إلى كليات الجامعة المختلفة وجناحها الطبي كلية ريغا الطبية (Rīgas Medicīnas koledža)، توفر جامعة لاتفيا معظم الموارد المرتبطة تقليديًا بالجامعات المعتمدة، بما في ذلك العديد من المكتبات، ومرافق البحث، ومراكز الدراسة، ومدرسة لللغات، ومركزا للتوظيف.

## معهد الرياضيات وعلوم الحاسوب
معهد الرياضيات وعلوم الحاسب بجامعة لاتفيا (باللاتفية: Matemātikas un informātikas institūts)‏ تأسس في عام 1959 كمركز لأبحاث الكمبيوتر، ويتألف الآن من حوالي 200 باحث ومساعد ومهندس ومطوري برامج.

## خريجون بارزون
- ماريس شكلايس، شاعر لاتفي.
- فالديس دومبروفسكيس، سياسي لاتفي، المفوض الأوروبي للشؤون الاقتصادية والنقدية واليورو، رئيس وزراء لاتفيا السابق.
- إيفارس غودمانيس، سياسي لاتفي، رئيس وزراء لاتفيا السابق، عضو في البرلمان الأوروبي.
- زينتا موريكا، كاتبة لاتفية.
- أرتيس بابريكس، سياسي لاتفي، وزير خارجية لاتفيا السابق.
- أندريس بيبالجس، سياسي ودبلوماسي لاتفي، المفوض الأوروبي السابق للطاقة.
- اينارس ريبي، سياسي لاتفي، رئيس وزراء لاتفيا السابق.
- دينا تيميسيا، عالمة رياضيات لاتفية.
- جونتيس أولمانيس، سياسي لاتفي والرئيس السابق للاتفيا.
- جانيس فاناجس، رئيس أساقفة الكنيسة اللوثرية الإنجيلية في لاتفيا.
- رايمون فيجونيس، الرئيس التاسع لاتفيا.
- كريستين أولبرجا، روائية، حائزة على جائزة رايموندز جيركنز.
- ألفريد روزنبرغ، المنظر العرقي والأيديولوجي المؤثر للحزب النازي.